# Habronyx nigricornis
Habronyx nigricornis är en stekelart som först beskrevs av Wesmael 1849.  Habronyx nigricornis ingår i släktet Habronyx, och familjen brokparasitsteklar. Arten är reproducerande i Sverige. Inga underarter finns listade.